# Gustav Stenbock
Gustav Eriksson Stenbock, riksråd, riddare, född 11 september 1575 på Hörningsholms slott i Mörkö socken, Södermanland, död 16 juni 1629 i Stockholm, var en svensk friherre och ämbetsman

## Biografi
Gustaf Stenbock var son till Erik Gustavsson (Stenbock) och Malin Sture. Då fadern 1599 lämnade Sverige, följde Gustaf med honom. Han var en tid anställd i Sigismunds tjänst men fick 1603 av hertig Karl fri lejd att återvända till Sverige, där han tillträdde sin fars förbrutna friherreskap och andra förläningar. Hertig Karl tog honom omedelbart i anspråk för olika uppgifter. Sina främsta insatser gjorde Gustaf Stenbock som diplomat och civil ämbetsman. Han sändes 1605 till generalstaterna för att med bland annat Abraham Cabiljau diskutera planerna på Göteborgs grundläggning. Likaledes var Stenbock tillsammans med bland annat Johan Skytte deltagare i Karl IX:s stora beskickning till generalstaterna och England 1610. Som en av fredsförhandlarna i Knäred 1612–1613 fick han åter tillfälle att visa sina diplomatiska talanger. Efter freden utnämndes Stenbock till ståthållare på Skaraborg och landsherre i Västergötland. 1615 tillträdde han som hovrättsråd i den året innan bildade Svea hovrätt. 1617 sändes han till Moskva för att förhandla om gränsdragning i anledning av fredsslutet i Stolbova. Åtminstone från Gustav II Adolfs regerinstillträde tillhörde Stenbock riksrådet, och ha var på 1620-talet upprepade gånger medlem av de under kungens vistelse i fält tillförordnade rådsregeringarna. Trots sina många uppdrag verkar Stenbock aldrig ha tillhört Gustav II Adolfs närmaste rådgivare. I likhet med många andra adelsmän föredrog han en position som mäktig godsherre framför att delta i landets styre. Gustaf Stenbock är begravd i Länghems kyrka.

### Familj
Stenbock gifte sig den 15 november 1607 i Torpa stenhus med grevinnan Beata Margareta Brahe (1583–1645), dotter till riksrådet Erik Brahe och Elisabet av Braunschweig-Lüneburg. De fick tillsammans barnen presidenten Fredrik Gustavsson (Stenbock) (1607–1652), hovfröken Christina Catharina Stenbock (1608–1650) som var gift med Per Brahe den yngre, Margareta Stenbock (1609–1631) som var förlovad med friherre Nils Bielke den yngre, generalguvernören Erik Stenbock (1612–1659), riksamiralen Gustav Otto Stenbock (1614–1685), grevinnan Magdalena Gustavsdotter (Stenbock) (1616–1686) som var gift med riksskattmästaren Seved Bååt och grevinnan Birgitta Stenbock (1617–1653).